# Göran Tunström
Göran Tunström (ur. 14 maja 1937 w Karlstad, zm. 5 lutego 2000 w Sztokholmie) – pisarz i poeta szwedzki.
Urodził się w Karlstad, ale wychowywał się w Sunne w regionie Värmland. Jego ojciec, pastor protestancki zmarł gdy Göran Tunström miał 12 lat.
W 1957 roku ukończył szkołę średnią w Uppsali, a rok później zadebiutował tomem wierszy  zatytułowanym Inringning.
W latach 50. i 60 XX wieku przebywał na greckiej wyspie Hydra, gdzie pracował jako przewodnik. Tam spotkał Leonarda Cohena, z którym się zaprzyjaźnił.  
Znaczną popularność zyskała trylogia złożona z powieści, których akcję zlokalizował w rodzinnym Sunne: De heliga geograferna (1973), Guddöttrarna (1975) oraz Prästungen.  (1976). Wydana w 1983 roku powieść Oratorium na Boże Narodzenie została wyróżniona Nagrodą literacką Rady Nordyckiej, w 1996 roku dokonano jej adaptacji filmowej.
W 1964 roku ożenił się z Leną Cronqvist, malarką, rzeźbiarką i ilustratorką książek. W 1969 roku urodził się ich syn Linus Tunström, reżyser teatralny i filmowy.

## Wybrana twórczość
- Inringning (zbiór poezji, 1958)
- Karantän (powieść, 1960)
- Maskrosbollen (powieść, 1962)
- De heliga geograferna (powieść, 1973)
- Guddöttrarna (powieść, 1975)
- Prästungen (powieść, 1976)
- Ökenbrevet (powieść 1978)
- Oratorium na Boże Narodzenie (Juloratoriet, powieść, 1983, tłumaczenie na język polski Małgorzata Szulc-Packalén, ISBN 83-7124-064-3)
- Tjuven (powieść, 1986)
- Skimmer (powieść, 1996)
- Berömda män som varit i Sunne (powieść, 1998)

## Wyróżnienia i nagrody
- Nagroda literacka dziennika Svenska Dagbladet (1976)
- Nagroda literacka Rady Nordyckiej (1984)
- Nagroda literacka Towarzystwa Selmy Lagerlöf (1987)
- Nagroda Aniary (1987)
- Wielka Nagroda Dziewięciu (1992)
- Nagroda Augusta (1998)
- Tegnérpriset (1999).